# Janusz Sławiński (kompozytor)
Janusz Leszek Sławiński (ur. 14 października 1939 w Warszawie, zm. 13 kwietnia 2015) – polski kompozytor, aranżer i dyrygent.

## Życiorys
Ukończył Liceum Muzyczne w Poznaniu i Państwową Wyższą Szkołę Muzyczną w Łodzi. Był mocno związany z wielkopolskim Złotowem, którego został honorowym obywatelem. Tam mieszkał w młodości, tam mieszkał również jego ojciec i brat Marek, również muzyk.
Swoją karierę muzyczną rozpoczął jako student łódzkiej PWSM. Już wówczas próbował swych sił jako aranżer (od 1963 roku) i kompozytor ilustracji filmowych (debiutował w 1967 roku muzyką do krótkometrażowego filmu Wadima Berestowskiego pt. Pamiątka z Polski), a także piosenek. Sławiński jest twórcą wielu przebojów. Piosenki takie jak: Za zdrowie pań (z rep. Edwarda Hulewicza), Gdzieś w moich snach (z rep. Anny German), czy Żeby szczęśliwym być (z rep. Anny Jantar) śpiewała cała Polska.
Ponadto jego kompozycje śpiewali tacy wykonawcy, jak: Marianna Wróblewska, Marlena Drozdowska, Krystyna Giżowska, Tadeusz Ross, Grażyna Świtała, Elżbieta Wojnowska i wielu innych.
W latach 1965–1971 prowadził wspólnie z Markiem Jaszczakiem big-band Kanon Rytm. Przez zespół przewinęło się wielu znanych i cenionych muzyków, m.in.: Andrzej Rybiński, Jerzy Rybiński, Tomasz Dziubiński, Włodzimierz Korcz, Krzysztof Majchrzak oraz solistki i soliści, m.in.: Alicja Eksztajn, Sława Mikołajczyk, Ewa Śnieżanka i Edward Hulewicz. Kanon Rytm towarzyszył na estradzie i w nagraniach radiowych, m.in. Krzysztofowi Cwynarowi, duetowi Framerowie, Irenie Santor, Halinie Kunickiej, Teresie Tutinas, Łucji Prus. Formacja nagrywała także kompozycje z własnego repertuaru oraz występowała w popularnych programach Ośrodka Telewizyjnego w Łodzi: Halo tu Łódź, Proszę dzwonić, czy Rendez vous z Kanon Rytmem.
W 1971 roku Sławiński rozwiązał zespół i rozpoczął współpracę z TVP jako kierownik muzyczny programów muzycznych, takich jak: Giełda piosenki, Telewizyjny Ekran Młodych, Bank Miast, Turniej Miast, Od Opola do Opola.
Jako juror, dyrygent i współorganizator, wielokrotnie brał udział w krajowych i międzynarodowych festiwalach piosenkarskich, m.in. w Karlshamn (Szwecja), Cannes (Francja), Rostocku, Mönchengladbach, Dreźnie (Niemcy), Soczi, Moskwie, Witebsku (Rosja), Varadero (Kuba), Pradze (Czechy), Słonecznym Brzegu (Bułgaria) i Bratysławskiej Lirze (Słowacja). Udzielał się społecznie i aktywnie uczestniczył w życiu kulturalnym mieszkańców miasta Złotowa. Był jednym z inicjatorów Euro Eco Meetingu i jurorem Międzynarodowego Festiwalu Polskiej Piosenki „Malwy”.
Został także uhonorowany wieloma medalami i odznaczeniami, m.in.: Złotą odznaką za zasługi dla obronności kraju, Złotą odznaką Związku Młodzieży Wiejskiej, Złotą odznaką Zasłużony kulturze i Złotym Krzyżem Zasługi za całokształt działalności. W 2011 roku podczas koncertu galowego „Malw” został odznaczony przez Ministra Kultury i Dziedzictwa Narodowego Srebrnym Medalem „Zasłużony Kulturze Gloria Artis”.
Od 1971 roku był członkiem Sekcji B – Autorów Utworów Muzyki Rozrywkowej, przez wiele lat pełnił również funkcję prezesa Związku Polskich Autorów i Kompozytorów ZAKR. Był także członkiem rady artystycznej Wojska Polskiego, Narodowej Rady Kultury, Stowarzyszenia Polskich Twórców Telewizyjnych i Stowarzyszenia Autorów ZAiKS. Zmarł 13 kwietnia 2015 roku. Został pochowany 16 kwietnia 2015 roku na cmentarzu w Magdalence.